# Mérignac Soleil

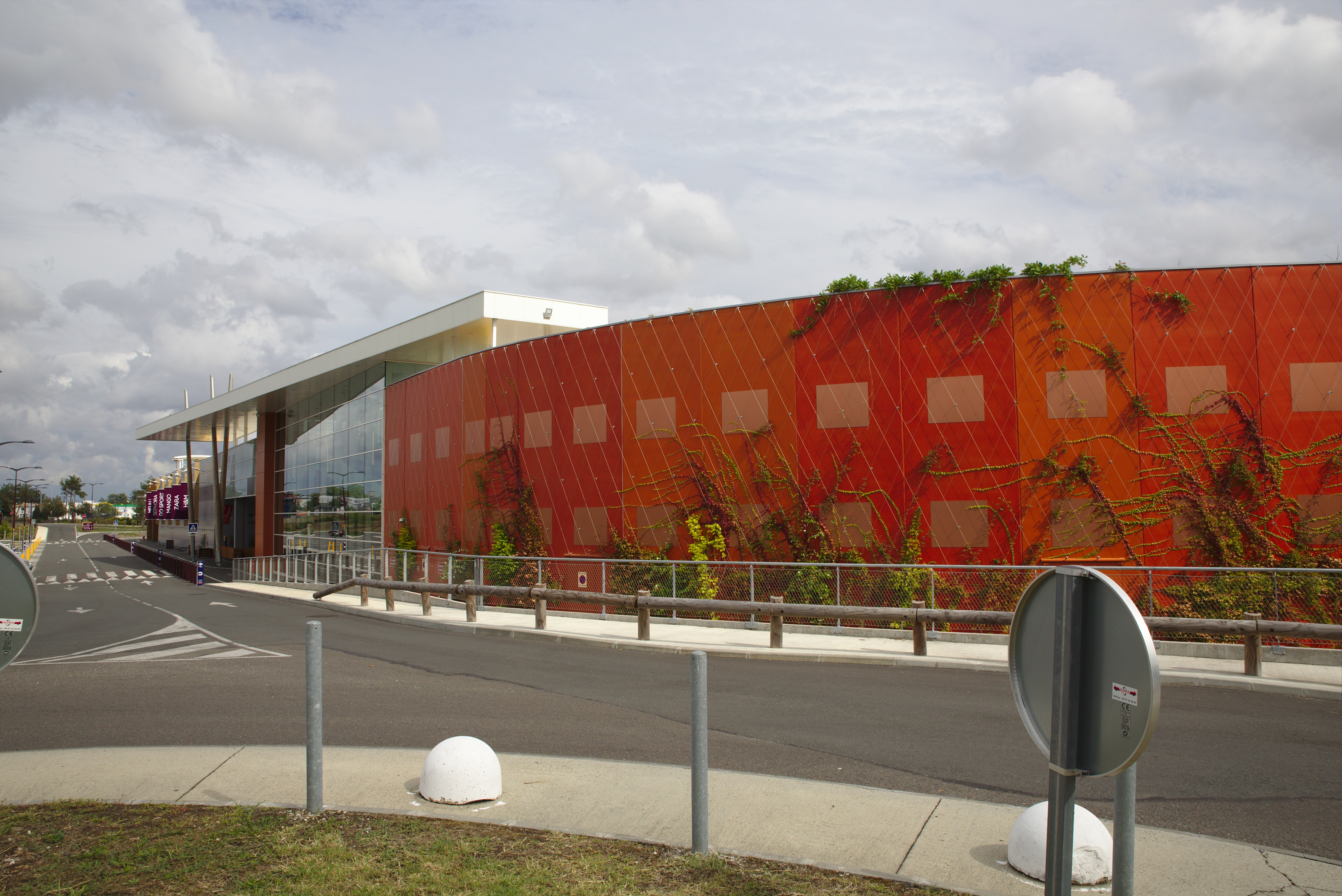
Extension Ouest

Ancien logo.

Mérignac Soleil est l'un des principaux centres commerciaux de l'agglomération bordelaise. Implanté sur le territoire de la commune de Mérignac, à l'ouest de Bordeaux, il est un élément d'une zone commerciale s'étendant sur une superficie de 175 865 mètres carrés (2007).
Inauguré en 1987, le centre commercial régional Mérignac Soleil est le troisième ensemble de ce type à voir le jour au sein de l'agglomération bordelaise, sept ans après le centre de Mériadeck.
Situé dans le technopôle Bordeaux Technowest, le centre commercial proprement dit (51 800 mètres carrés) s'articule autour d'un hypermarché Carrefour et rassemble boutiques, services, bars et restaurants.

## Description
Le centre commercial Mérignac Soleil proprement dit (en dehors des zones commerciales environnantes) forme un ensemble de 51 800 mètres carrés, réparti sur un seul niveau (en dehors de quelques enseignes qui en comptent deux). Le parking (2800 places) est situé en plein-air. Quatre portes donnent accès au centre commercial, l'accueil étant situé au niveau de la porte no 3.
En 2014, pour accroître son attractivité, Mérignac Soleil subit un agrandissement de 8 500 mètres carrés GLA et une rénovation, notamment de l'apparence extérieur et des parkings. 35 boutiques, nationales et internationales, s'ajoutent aux 90 existantes.
Les principales enseignes implantées dans le centre sont variées : grande distribution (hypermarché Carrefour), boutiques de vêtements, de chaussures, de produits culturels, de services, de soin de soi, de téléphonie, d'automobile ou de restauration.
Le centre est géré en copropriété. Il appartient pour partie à la société Ségécé, pour partie au groupe Carrefour. Constitué de 87 boutiques (129 pour l'ensemble de la zone commerciale), il forme un ensemble centré sur l'hypermarché Carrefour (16 415 mètres carrés). Au total, le pôle commercial de Mérignac Soleil est fréquenté quotidiennement par près de 50 000 visiteurs. Il absorbe également des clients de Nouvelle-Aquitaine.
Le chiffre d'affaires annuel de l'ensemble du pôle est de 530 millions d'euros (2007) dont 210 millions d'euros pour le seul hypermarché Carrefour (2007).